# Abbazia di San Salvatore (Abbadia San Salvatore)
L'abbazia di San Salvatore è l'edificio sacro che dà il nome al comune di Abbadia San Salvatore.
L'abbazia ha ospitato per quasi mille anni il Codex Amiatinus.

## Storia
La tradizione vuole che il complesso benedettino, attestato dal 762, sia stato fondato dal re longobardo Ratchis. Secondo la leggenda il re, durante una partita di caccia nel mese di maggio del 743 d.C., avrebbe avuto la visione del Salvatore sulla cima di un abete, fatto questo che lo avrebbe indotto ad edificare un luogo di culto in quel punto. Più probabilmente invece la fondazione fu opera del duca friulano Erfone che, assieme al fratello Marco ed altri religiosi benedettini, edificarono l'antico monastero e l'abbazia, chiamata anche "Chiesa delle Colonne".
La chiesa fu consacrata sotto l'abate Winizzo nel 1035. L'abbazia ebbe il periodo di maggiore splendore dal X al XII secolo. La potenza spirituale e temporale dell'Abbazia è rimarcata dalla presenza di opifici per tessere e cardare la lana, officine per la lavorazione del legno e del ferro. A ciò si aggiunse l'assistenza ai pellegrini che, percorrendo la via Francigena, si recavano a Roma e l'assistenza agli infermi, mentre nelle scuole si insegnavano le professioni e lo studio delle lettere antiche, tramandandole con la copiatura della cultura classica e religiosa.
A metà del XVII secolo la chiesa fu modificata secondo i canoni della Controriforma, in particolare furono demolite alcune campate della cripta e ampliato il corpo longitudinale riservato ai fedeli, che fu anche sopraelevato: furono anche rinnovate le decorazioni e l'altare secondo lo stile Barocco, modifiche queste ultime rimosse durante dei lavori di restauro effettuati nel 1925.
Nel 1782 fu soppressa da Pietro Leopoldo, Granduca di Toscana, e la chiesa ridotta a parrocchiale. Nel 1939 i monaci cistercensi tornarono in possesso dell'Abbazia e negli anni successivi furono apportati una serie di restauri: furono rimossi i loculi contenenti ossa e altri muri ingombranti; fu costruita una massicciata per limitare l'umidità al di sotto della pavimentazione, sotto cui vennero rinvenuti pezzi di pavimento originale; la scalinata per accedere al presbiterio fu restaurata e poggiata su muri preesistenti.

## Descrizione

### Basilica

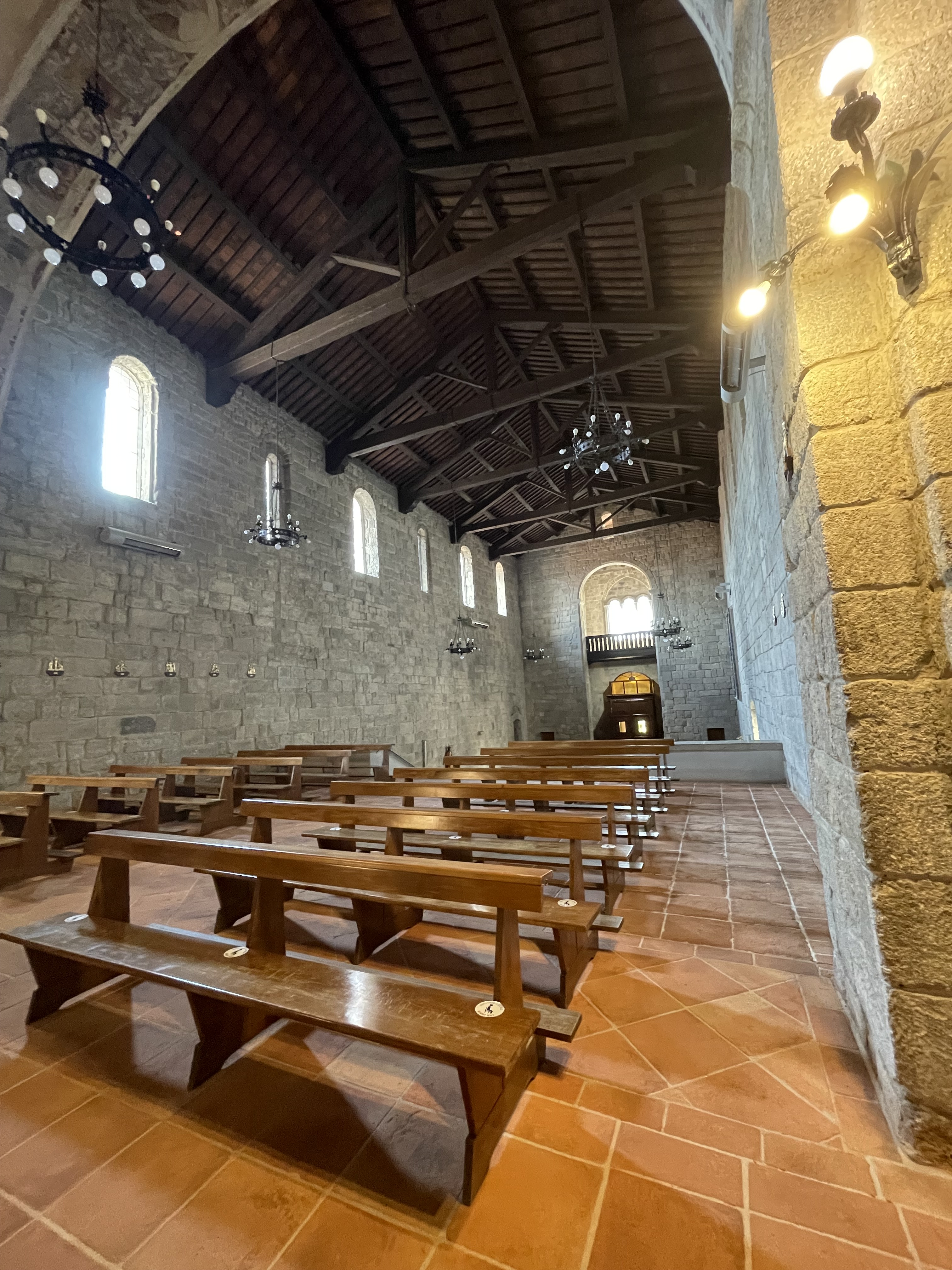
Interno della basilica verso la controfacciata

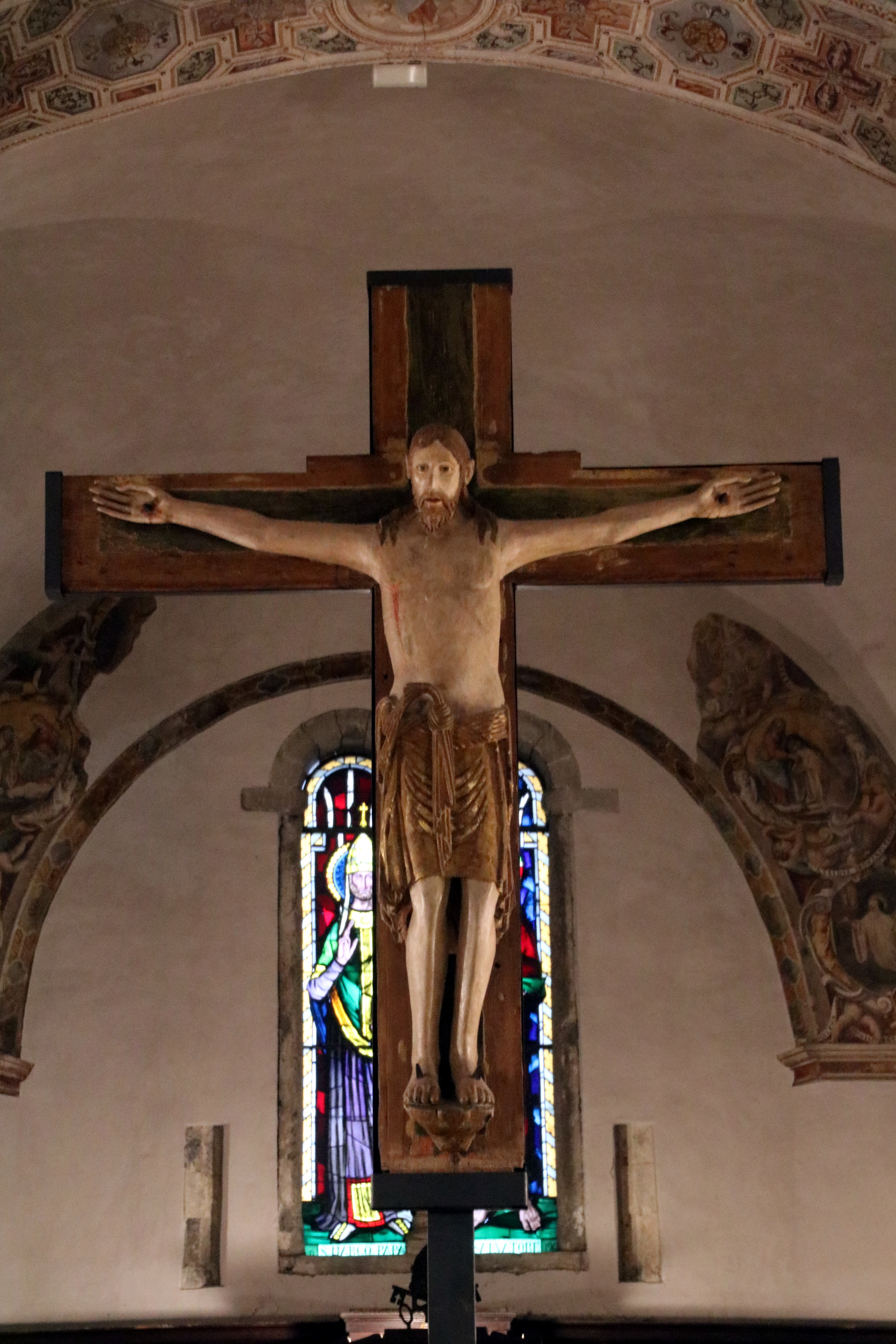
Crocifisso

La chiesa presenta una facciata a capanna alta e stretta, affiancata da due torrioni, entrambi decorati da archetti pensili, quello di destra incompiuto e l'altro merlato. Al centro delle torri presenta un corpo rialzato (Westwerk), il cui ambiente sovrastante il vestibolo un tempo era collegato ad un balcone interno che permetteva di assistere alle funzioni, di cui è possibile ancora leggere le tracce.
L'aspetto attuale è in parte il risultato di restauri degli anni trenta del Novecento.
L'interno è a croce latina con unica navata di stile romanico, stile che probabilmente è il primo del genere nel senese. Ai lati dell'entrata vi sono due acquasantiere del '500. Sulla parete destra, in alto, sono presenti sei finestre semplici tipiche dello stile romanico; sulla parete sinistra invece altrettante finestre sono cieche. Le pareti in pietra spoglie danno all'ambiente un senso di sobria austerità.
Il presbiterio sopraelevato era riservato ai monaci. I tre archi concentrici danno un senso di profondità e una prospettiva architettonica insolita. Gli archi sono decorati con dipinti del Nasini raffiguranti nel primo la vita e la regola di San Benedetto ed i quattro Evangelisti, nel secondo i dodici apostoli e nel terzo i Dottori della Chiesa.
Le finestre a bifora presentano immagini del patrono del paese, San Marco Papa, e di Gesù Redentore. L'altare maggiore è in pietra trachitica.
Di particolare interesse è il Crocifisso ligneo policromato della fine del XII secolo posto sopra l'altare maggiore. Esso rappresenta il "Christus Triumphans", infatti sulla testa non ha la corona di spine, gli occhi e la bocca sono aperti e il corpo non è dismesso. Secondo la tradizione, fino al IX secolo era presente solo la croce; fu un pellegrino proveniente dall'Abbazia di Vezelay che, transitando lungo la via Francigena e sostando nell'Abbazia, scolpì il crocifisso secondo lo stile della scultura romanica borgognona.
Altre opere presenti nell'Abbazia sono la Leggenda del duca Ratchis (1652-1653) e il Martirio di San Bartolomeo (1694), entrambi di Francesco Nasini.
Nel braccio di destra del transetto, a pavimento, si trova l'organo a canne, costruito nel 1915 da Nicola Morettini per la chiesa di Santa Maria Immacolata a via Veneto e trasferito nella basilica nel 1954, dapprima sulla cantoria in controfacciata, poi (successivamente al restauro conservativo di Carlo Soracco del 1996) nell'attuale collocazione. Lo strumento, racchiuso entro una cassa lignea neoclassica sobriamente ornata, dispone di 12 registri ed è a trasmissione integralmente meccanica. La sua consolle, addossata al corpo d'organo, ha due tastiere e pedaliera.
Il chiostro si trova nella parte sinistra dell'Abbazia, contrariamente alla regola che lo vuole posto a destra nell'architettura cistercense. Dopo la soppressione dell'Abbazia nel 1782 tutta questa zona fu occupata dagli abitanti che ne fecero abitazioni, stalle e ripostigli e una buona parte crollò per l'incuria. La comunità cistercense, dopo i restauri della chiesa, ha ripristinato anche l'antico chiostro a partire dagli anni 70, lavori che si sono succeduti in modo altalenante soprattutto per la mancanza di fondi.

### Cripta

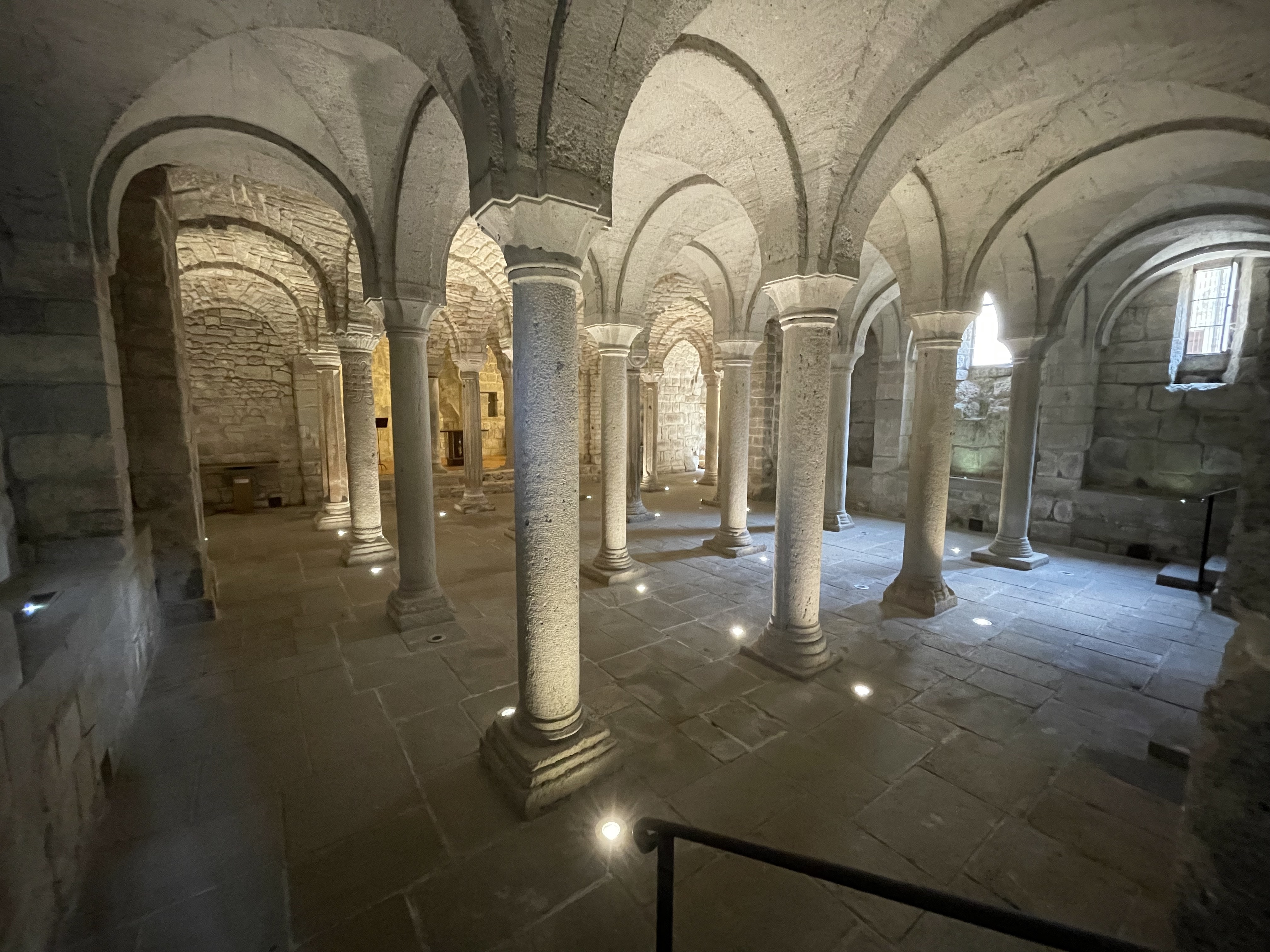
Cripta

La cripta è posta sotto la chiesa e vi si accede tramite delle porte di fianco alla scalinata che porta al presbiterio. La cripta è caratterizzata dalla presenza di trentacinque colonne con capitelli di cui 24 originali. I capitelli e le colonne sono di forme singolari e diverse, con prevalenza di quelli a forma di paniere e calice, ricchi di motivi vegetali e figure zoomorfe e simboliche.
Al visitatore si presenta un'armonica alternanza di colonne con archi e volte a crociera, un disegno architettonico raro per l'epoca storica a cui risale. Entrando si trova la parte di recente ripristino mentre a seguire si trovano i resti veri e propri della cripta. Durante i lavori di restauro del 1925 furono rinvenuti i primi pilastri, mentre nel 1963 furono rinvenute altre colonne e il muro di delimitazione della cripta. A partire dal 1966 furono realizzati i lavori per riportare la struttura all'antica planimetria, con la realizzazione delle colonne mancanti ed il consolidamento di quelle originali. Infine negli anni 90 furono ripulite le volte e rifatto il pavimento in pietra con una nuova illuminazione.

### Museo di arte sacra

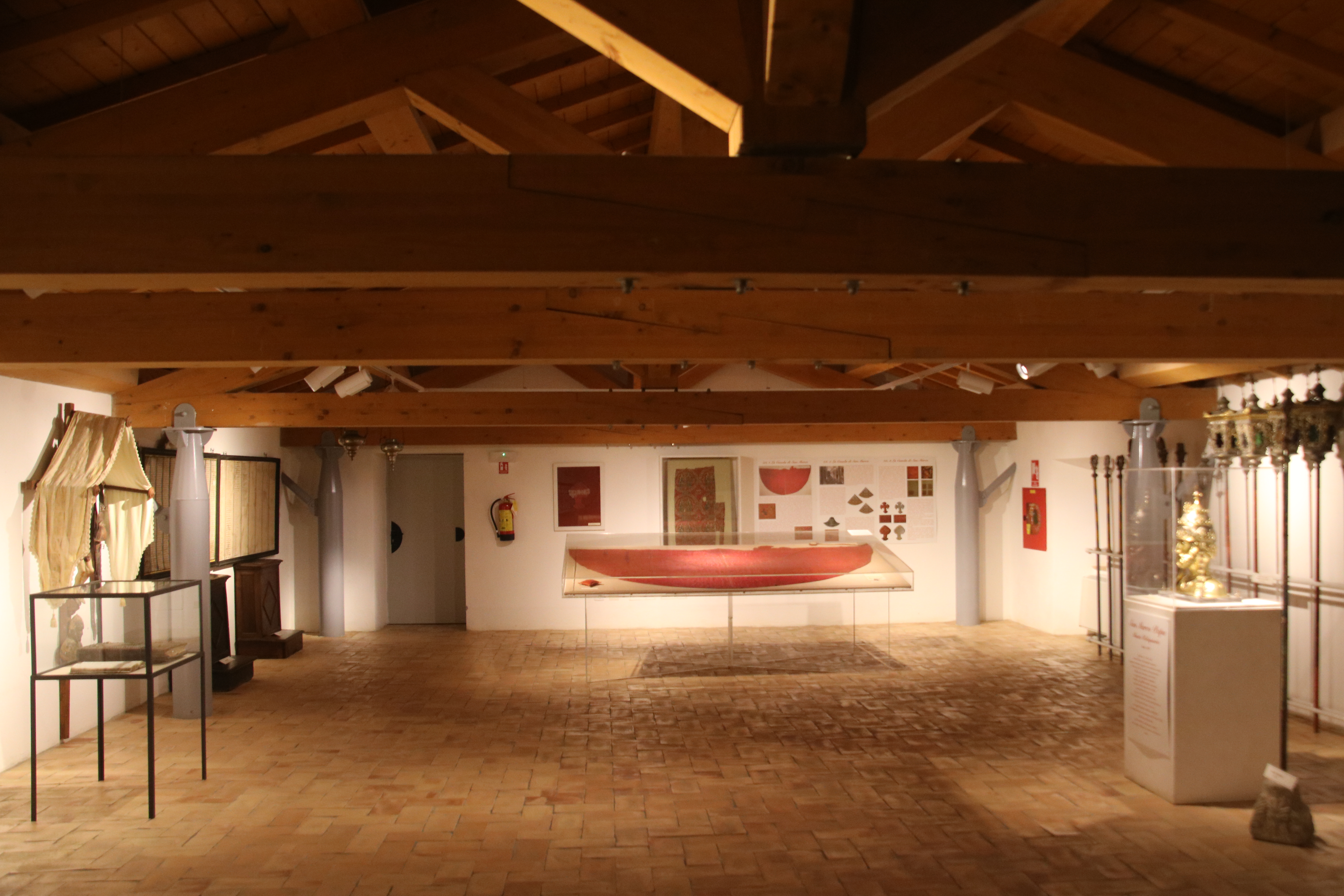
Una sala del museo

Antiche tradizioni riferiscono che l'Abbazia, grazie anche al ruolo di grande prestigio di cui godeva, possedeva notevoli tesori di oro e argenteria. La maggior parte dei reperti sopravvissuti sono collocati nel moderno museo allestito nell'ala est del chiostro di recente ricostruzione. Tra i reperti di maggior valore ricordiamo:
- Cofanetto Scoto-Irlandese: è un reliquiario rettangolare di piccole dimensioni,  con coperchio a forma di tetto, di legno cesellato nel frontale. Reliquiari simili si trovano soltanto in Irlanda ed in Scozia ma quello presente nell'Abbazia ha una ornatura metallica che ne fa un pezzo unico.[1] Viene datato alla metà del secolo VIII.
- Copia della Bibbia Amiatina: da un esemplare proveniente dal monastero di Vivarium in Calabria due abati fecero eseguire tre copie di cui la Bibbia Amiatina è la sola superstite. Pervenne per ragioni ignote all'Abbazia di San Salvatore tra il IX e il X secolo. Il Codice rimase nell'Abbazia fino alla sua soppressione nel 1782 e, dal 1785, fu portato alla Biblioteca Medicea Laurenziana di Firenze dov'è tutt'ora, mentre una copia è ospitata nel museo.
- Casula di San Marco papa: la casula riccamente decorata viene attribuita al santo patrono ma è incerta la provenienza e la datazione, che si può collocare tra il VII e il IX secolo.
- Reliquiario di San Marco Papa: eseguito nel 1381 in bronzo dorato ha un'altezza di 62 cm, con grande finezza di lavorazione; al suo interno è custodito il capo del santo.